# Baaria
Baaria (títol original en sicilià Baarìa – La porta del vento) és una comèdia siciliana dirigida per Giuseppe Tornatore. Va obrir el 66è Festival Internacional de Cinema de Venècia el setembre del 2009.

## Argument
La pel·lícula explica la vida en la ciutat siciliana de Bagheria, des dels anys 1920 fins al present, a través dels ulls dels amants Peppino (Francesco Scianna) i Mannina (Margareth Madè). Un família siciliana descrita a través de tres generacions: de Cicco al seu fill Peppino al seu net Pietro que… Toca lleugerament a les vides privades d'aquests personatges i les seves famílies, la pel·lícula evoca els amors, somnis i decepcions d'una comunitat sencera a la província de Palerm entre 1930 i 1980: durant el període feixista, Cicco és un pastor humil que, tanmateix, troba temps per dedicar a la seva passió: llibres, poemes d'èpica, grans novel·les romàntiques populars. En els dies que el poble passava gana i durant la Segona Guerra Mundial, el seu fill Peppino presencia injustícia pels mafiosos i terratinents i esdevé comunista. Després de la guerra troba la dona de la seva vida. La seva família s'oposa a la relació a causa de les seves idees polítiques, però els dos insisteixen i es casen i tenen fills.

## Repartiment
- Francesco Scianna com a Peppino
- Margareth Madè com a Mannina
- Monica Bellucci
- Raoul Bova com a Romano, el periodista
- Ángela Molina com a Sarina
- Enrico Lo Verso com a Minicu
- Luigi Lo Cascio com al jove amb síndrome de Dawn
- Laura Chiatti com a un estudiant
- Beppe Fiorello com a canviador de moneda
- Nicole Grimaudo com a Sarina
- Leo Gullotta com a Liborio
- Gisella Marengo com a Matilde
- Gabriele Lavia

## Producció
La pel·lícula va ser anunciada durant el Festival de cinema de Taormina el 2007.
Va ser rodada a Bagheria, a la província de Palerm, Sicília i en un vell barri de Tunis, Tunísia; aquesta última ubicació última bé podria descriure el que Bagheria semblava a primer del segle xx.

## Idioma
La pel·lícula té dues versions, l'original en el dialecte local baariotu de Sicília (amb subtítols italians i anglesos); la segona, en italià.

## Nominacions
- Globus d'Or a la millor pel·lícula estrangera
- Va ser la representant italiana a l'Oscar a la millor pel·lícula de parla no anglesa 2009[4] però no rep la nominació.

## Controvèrsia

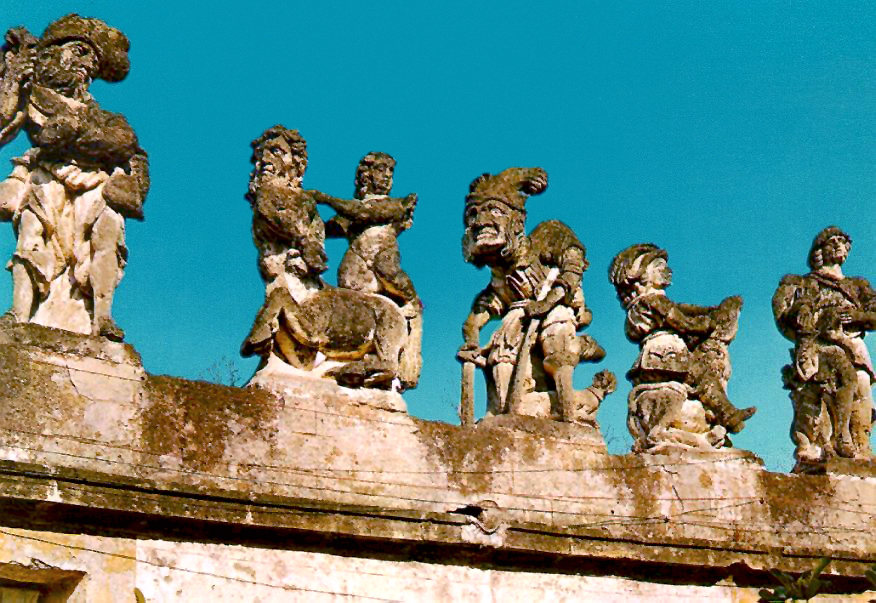
Els "monstres" de Vil·la Palagonia també apareixen a la pel·lícula

A Itàlia, la Lega Antivivisezione (un grup anti-crueltat animal) va condemnar l'assassinat real d'una vaca en el tràiler italià. L'animal va ser mort amb un punxó de ferro introduït en el crani sense cap tècnica d'alleujament de dolor, i mentre es dessagna, alguns actors recullen i beuen la seva sang.
Aquesta escena no podria haver estat rodada a Itàlia, a causa de les lleis contra el tractament no ètic d'animals en els mitjans de comunicació. Aquesta part de la pel·lícula va ser filmada a Tunísia, on no hi ha restriccions.
Després l'ENPA (Associació Nacional de Protecció Animal) va reclamar la retirada immediata de totes les còpies distribuïdes als cinemes per "evitar l'exposició de menors a imatges fastigoses", mentre la pel·lícula és valorada per una audiència sense restriccions. Una altra vegada segons l'ENPA, tot i que l'escena va ser filmada dins Tunísia, saltant-se la llei italiana, i després de la intervenció del Ministre de Justícia, la distribució pot tenir lloc a Itàlia. A l'octubre del 2009, l'ENPA va començar una campanya de boicot internacional contra la pel·lícula i peticions on line demanant revocar la tria de la pel·lícula com a representant italiana als Oscars.
Responent a aquestes crítiques, el director Giuseppe Tornatore va aclarir que la ubicació a Tunísia no va ser per saltar-se els controls italians, i que l'animal no va ser concretament mort per la pel·lícula. L'escena va ser filmada en un escorxador local i la seva mort va ser una de les moltes que van tenir lloc aquell dia.